# Ržanovo
Ržanovo (auch R'žanovo geschrieben; mazedonisch Ржаново bzw. Р'жаново; albanisch definit Ërzhanova, indefinit Ërzhanovë) ist ein aufgegebenes Haufendorf im nördlichen Teil der Gemeinde Struga in der Region Südwesten der Republik Nordmazedonien.

## Geographie

Karte mit Lage des Dorfes innerhalb der Gemeinde Struga (mazedonisch-kyrillisch)

Ržanovo befindet sich rund 32 Kilometer nördlich der Gemeindehauptstadt Struga. Im Osten liegt Radomirovo (Opština Debarca), im Süden Zbaždi, im Westen Lokov und im Nordwesten Burinec und Selci. Im Südwesten befindet sich der zum Globočicasee aufgestaute Schwarze Drin, der von Süden nach Norden fließt.
Das Dorf liegt auf einem westlichen Hang des Karaorman-Gebirges auf einer Höhe zwischen 1200 m. i. J. und 1285 m. i. J.
Das Klima liegt wie in der ganzen Region im kontinental-mediterranen Übergangsgebiet.

## Bevölkerung
Der Ort hat keine Einwohner mehr (Stand 2021). Fast alle Bewohner gehörten der mazedonischen Mehrheit an und sprachen Mazedonisch. Sie bekannten sich fast ausschließlich zum orthodoxen Christentum. Im Dorf steht eine Kirche des heiligen Sonntags.
Die nachfolgende Tabelle zeigt die demographische Entwicklung seit dem Zweiten Weltkrieg.
| Jahr      | 1948 | 1953 | 1961 | 1971 | 1981 | 1991 | 1994 | 2002 | 2021 |
| --------- | ---- | ---- | ---- | ---- | ---- | ---- | ---- | ---- | ---- |
| Einwohner | 296  | 314  | 128  | 0    | 0    | 0    | 0    | 0    | 0    |

## Geschichte
Bis zu deren Fusion mit der Gemeinde Struga im Jahr 2004 gehörte Ržanovo zur Gemeinde Lukovo.

## Verkehr
Ržanovo liegt an der Gemeindestraße P2243, welche die Gemeindehauptstadt Struga mit dem nördlichen Teil der Gemeinde verbindet.